# Janirella caribbica
Janirella caribbica är en kräftdjursart. Janirella caribbica ingår i släktet Janirella och familjen Janirellidae. Inga underarter finns listade i Catalogue of Life.